# دهستان احمدی
دهستان احمدی، یکی از دهستان‌های بخش احمدی شهرستان حاجی‌آباد در استان هرمزگان ایران است. مرکز این دهستان، شهر سرگز است.

## جمعیت
بر پایه سرشماری عمومی نفوس و مسکن در سال ۱۳۹۵، جمعیت دهستان احمدی برابر با ۳٬۰۸۲ نفر بوده است.